# Campeonato Carioca de Futebol de 1986
O Campeonato Carioca de Futebol de 1986 foi a 89.ª edição do torneiro e marca o início da carreira de Romário, à época jogador do Vasco, clube ao qual retornaria muitos anos depois para encerrar a carreira, após passagens por outros clubes.
A média de público pagante do campeonato foi de 10.639, caindo para 7.344 e 6.752 nas duas edições seguintes. Se em 1986 o público pagante total foi de 1.437.370, caiu para 1.410.792 e 974.424 nas edições de 1987 e 1988.

## Classificação

### 1º Turno (Taça Guanabara)
| Classificação | Classificação | Classificação | Classificação | Classificação | Classificação | Classificação | Classificação | Classificação | Classificação |
| Pos           | Time          | PG            | J             | V             | E             | D             | GP            | GS            | SG            |
| ------------- | ------------- | ------------- | ------------- | ------------- | ------------- | ------------- | ------------- | ------------- | ------------- |
| 1             | Vasco da Gama | 18            | 11            | 8             | 2             | 1             | 29            | 7             | +22           |
| 2             | Flamengo      | 16            | 11            | 7             | 2             | 2             | 21            | 7             | +14           |
| 3             | Botafogo      | 15            | 11            | 6             | 3             | 2             | 15            | 6             | +9            |
| 4             | Fluminense    | 15            | 11            | 7             | 1             | 3             | 14            | 13            | +1            |
| 5             | Campo Grande  | 12            | 11            | 4             | 4             | 3             | 9             | 11            | -2            |
| 6             | Bangu         | 11            | 11            | 5             | 1             | 5             | 10            | 9             | +1            |
| 7             | Goytacaz      | 9             | 11            | 2             | 5             | 4             | 10            | 13            | -3            |
| 8             | Olaria        | 9             | 11            | 2             | 5             | 4             | 5             | 11            | -6            |
| 9             | America       | 8             | 11            | 3             | 2             | 6             | 10            | 15            | -5            |
| 10            | Mesquita      | 8             | 11            | 3             | 2             | 6             | 8             | 15            | -7            |
| 11            | Americano     | 6             | 11            | 0             | 6             | 5             | 4             | 14            | -10           |
| 12            | Portuguesa    | 5             | 11            | 0             | 5             | 6             | 7             | 21            | -14           |

### 2º Turno (Taça Rio de Janeiro)
| Classificação | Classificação | Classificação | Classificação | Classificação | Classificação | Classificação | Classificação | Classificação | Classificação |
| Pos           | Time          | PG            | J             | V             | E             | D             | GP            | GS            | SG            |
| ------------- | ------------- | ------------- | ------------- | ------------- | ------------- | ------------- | ------------- | ------------- | ------------- |
| 1             | Flamengo      | 17            | 11            | 7             | 3             | 1             | 22            | 10            | +12           |
| 2             | Fluminense    | 16            | 11            | 7             | 2             | 2             | 15            | 3             | +12           |
| 3             | Vasco da Gama | 13            | 11            | 6             | 1             | 4             | 21            | 13            | +8            |
| 4             | Bangu         | 13            | 11            | 4             | 5             | 2             | 15            | 7             | +8            |
| 5             | Botafogo      | 12            | 11            | 5             | 2             | 4             | 9             | 9             | 0             |
| 6             | America       | 12            | 11            | 3             | 6             | 2             | 10            | 11            | -1            |
| 7             | Campo Grande  | 11            | 11            | 3             | 5             | 3             | 6             | 11            | -5            |
| 8             | Americano     | 10            | 11            | 3             | 4             | 4             | 8             | 13            | -5            |
| 9             | Mesquita      | 9             | 11            | 2             | 5             | 4             | 5             | 10            | -5            |
| 10            | Goytacaz      | 7             | 11            | 2             | 3             | 6             | 8             | 12            | -4            |
| 11            | Portuguesa    | 7             | 11            | 2             | 3             | 6             | 2             | 12            | -10           |
| 12            | Olaria        | 5             | 11            | 2             | 1             | 8             | 5             | 15            | -10           |

### Classificação acumulada dos dois turnos
| Classificação | Classificação | Classificação | Classificação | Classificação | Classificação | Classificação | Classificação | Classificação | Classificação |
| Pos           | Time          | PG            | J             | V             | E             | D             | GP            | GS            | SG            |
| ------------- | ------------- | ------------- | ------------- | ------------- | ------------- | ------------- | ------------- | ------------- | ------------- |
| 1             | Flamengo      | 33            | 22            | 14            | 5             | 3             | 43            | 17            | +26           |
| 2             | Vasco da Gama | 31            | 22            | 14            | 3             | 5             | 50            | 20            | +30           |
| 3             | Fluminense    | 31            | 22            | 14            | 3             | 5             | 29            | 16            | +13           |
| 4             | Botafogo      | 27            | 22            | 11            | 5             | 6             | 24            | 15            | +9            |
| 5             | Bangu         | 24            | 22            | 9             | 6             | 7             | 25            | 16            | +9            |
| 6             | Campo Grande  | 23            | 22            | 7             | 9             | 6             | 15            | 22            | -7            |
| 7             | America       | 20            | 22            | 6             | 8             | 8             | 20            | 26            | -6            |
| 8             | Mesquita      | 17            | 22            | 5             | 7             | 10            | 13            | 25            | -12           |
| 9             | Goytacaz      | 16            | 22            | 4             | 8             | 10            | 18            | 25            | -7            |
| 10            | Americano     | 16            | 22            | 3             | 10            | 9             | 12            | 27            | -15           |
| 11            | Olaria        | 14            | 22            | 4             | 6             | 12            | 10            | 26            | -16           |
| 12            | Portuguesa    | 12            | 22            | 2             | 8             | 12            | 9             | 33            | -24           |

## Decisão do Título
03/08/1986 Flamengo 0-0 Vasco da Gama
06/08/1986 Flamengo 0-0 Vasco da Gama
10/08/1986 Flamengo 2-0 Vasco da Gama